# Baja Aragón
La Baja España-Aragón (actuelle Baja Aragón) est une course de rallye-raid (cross-country) organisée par définition sur trois journées par la FIA, et comptabilisée pour la Coupe du monde des rallyes tout-terrain depuis 1983 (année de naissance de la compétition).

## Histoire
La première édition s'intitula la Baja Montesblancos. Elle fut créée par le français François Vincent et par Carlos Gracia, l'actuel Président de la Fédération espagnole de sport automobile, sur le modèle de la Baja 1000 américano-mexicaine, avec une seule étape non-stop de 1 000 kilomètres. Elle a été remportée par Jean Jacques Ratet et Serge Charrier sur Toyota Hilux en auto, et Pierre Marie Poli et Xavier Audouard en moto.
Cette épreuve, qui a lieu dans le désert de Monegros proche de Saragosse, a été remportée à 4 reprises par Pierre Lartigue, Jean-Louis Schlesser et son copilote Jean-Dominique Comolli dans la catégorie autos.

## Palmarès
| Année | Auto | Auto | Moto | Moto | Camion                                                      | Camion        | Quad              | Quad          |
| Année | Vainqueurs | Véhicule | Vainqueurs | Véhicule | Vainqueurs                                                  | Véhicule      | Vainqueurs        | Véhicule      |
| ----- | --- | --- | --- | --- | ----------------------------------------------------------- | ------------- | ----------------- | ------------- |
| 1983  | Jean-Jacques Ratet Serge Charrier                                                                                             | Toyota | Pierre-Marie Poli Xavier Audouard                                                                                             | Yamaha | Pas de course                                               | Pas de course | Pas de course     | Pas de course |
| 1984  | Raoul Raymondis Jacques Pastorello                                                                                            | Range Rover | Serge Bacou Chuck Stearns | Yamaha | Pas de course                                               | Pas de course | Pas de course     | Pas de course |
| 1985  | Pierre Lartigue Bernard Giroux                                                                                                | Lada Niva | Chavanette Randy Moralès | KTM | Pas de course                                               | Pas de course | Pas de course     | Pas de course |
| 1986  | Jean da Silva Hubert Rigal | Mitsubishi Pajero | André Lacroix Tehric | Honda | Pas de course                                               | Pas de course | Pas de course     | Pas de course |
| 1987  | Jean da Silva Hubert Rigal | Mitsubishi Pajero | Carlos Mas Gil de Ferran | Yamaha | Pas de course                                               | Pas de course | Pas de course     | Pas de course |
| 1988  | Ari Vatanen Bruno Berglund | Peugeot 405 Turbo 16 | Jordi Arcarons Josep L. Steuri                                                                                                | KTM | Pas de course                                               | Pas de course | Pas de course     | Pas de course |
| 1989  | Jacky Ickx Christian Tarin | Peugeot 405 Turbo 16 | Joao Lopes Antonio Lopes | Honda | Pas de course                                               | Pas de course | Pas de course     | Pas de course |
| 1990  | Ari Vatanen Bruno Berglund | Citroën ZX Rallye-raid | Agustí Vall Davide Trolli | KTM | Pas de course                                               | Pas de course | Pas de course     | Pas de course |
| 1991  | Kenneth Eriksson Staffan Parmander                                                                                            | Mitsubishi | Jordi Arcarons Danny Laporte                                                                                                  | Husqvarna | Pas de course                                               | Pas de course | Pas de course     | Pas de course |
| 1992  | Édition annulée à cause des Jeux olympiques d'été de 1992 La fédération espagnole organise par la suite directement la course | Édition annulée à cause des Jeux olympiques d'été de 1992 La fédération espagnole organise par la suite directement la course | Édition annulée à cause des Jeux olympiques d'été de 1992 La fédération espagnole organise par la suite directement la course | Édition annulée à cause des Jeux olympiques d'été de 1992 La fédération espagnole organise par la suite directement la course | Pas de course                                               | Pas de course | Pas de course     | Pas de course |
| 1993  | Pierre Lartigue Michel Périn                                                                                                  | Citroën ZX Rallye-raid | Josep L. Steuri | KTM | Pas de course                                               | Pas de course | Pas de course     | Pas de course |
| 1994  | Timo Salonen Fred Gallagher                                                                                                   | Citroën ZX Rallye-raid | Agustí Vall | KTM | Pas de course                                               | Pas de course | Pas de course     | Pas de course |
| 1995  | Pierre Lartigue Michel Périn                                                                                                  | Citroën ZX Rallye-raid | Nani Roma | KTM | Pas de course                                               | Pas de course | Pas de course     | Pas de course |
| 1996  | Ari Vatanen Gilles Picard | Citroën ZX Rallye-raid | Josep L. Steuri | Honda | Pas de course                                               | Pas de course | Pas de course     | Pas de course |
| 1997  | Pierre Lartigue France Michel Périn                                                                                           | Citroën ZX Rallye-raid | Nani Roma | KTM | Pas de course                                               | Pas de course | Pas de course     | Pas de course |
| 1998  | Jean-Louis Schlesser Jean-Dom. Comolli                                                                                        | Buggy Schlesser | Isidre Esteve | KTM | Pas de course                                               | Pas de course | Pas de course     | Pas de course |
| 1999  | José Maria Servià Thierry Delli-Zotti                                                                                         | Buggy Schlesser | Nani Roma | KTM | Pas de course                                               | Pas de course | Pas de course     | Pas de course |
| 2000  | Jean-Louis Schlesser Jean-Dom. Comolli                                                                                        | Buggy Schlesser | Isidre Esteve | KTM | Pas de course                                               | Pas de course | Pas de course     | Pas de course |
| 2001  | Jean-Louis Schlesser Jean-Dom. Comolli                                                                                        | Buggy Schlesser | Isidre Esteve | KTM | Pas de course                                               | Pas de course | Pas de course     | Pas de course |
| 2002  | Jean-Louis Schlesser Jean-Dom. Comolli                                                                                        | Buggy Schlesser | Nani Roma | KTM | Pas de course                                               | Pas de course | Pas de course     | Pas de course |
| 2003  | Luc Alphand Arnaud Debron | BMW X5 | Isidre Esteve | KTM | Pas de course                                               | Pas de course | Pas de course     | Pas de course |
| 2004  | Carlos Sousa Henri Magne | Mitsubishi | Marc Coma | KTM | Pas de course                                               | Pas de course | Victor Santos     | Suzuki        |
| 2005  | Nani Roma Henri Magne | Mitsubishi | Isidre Esteve | KTM | Francesc Selga Jordi Torra                                  | Iveco         | Pascal Estebe     | Gas Gas       |
| 2006  | Jozef Sýkora Marek Sýkora | Mitsubishi | Isidre Esteve | KTM | David Oliveras Agustí Campà Josep Capsada                   | Mercedes      | Francisco Palacín | Honda         |
| 2007  | Stéphane Peterhansel Jean-Paul Cottret                                                                                        | Mitsubishi | Gerard Farrés | KTM | David Oliveras Josep Capsada Òscar Matons                   | Mercedes      | Paulino Ferreira  | Suzuki        |
| 2008  | Nasser Al-Attiyah Tina Thörner                                                                                                | BMW X3 | Marc Coma | KTM | Marco Dono Andrea Bettiga Vittorio Acerboni                 | Iveco         | José María Peña   | Yamaha        |
| 2009  | Nani Roma Michel Périn | BMW X3 | Gerard Farrés | KTM | Martin Macík Josef Kalina Martin Macík Jr                   | LIAZ          | Óscar Romero      | Polaris       |
| 2010  | Stéphane Peterhansel Jean-Paul Cottret                                                                                        | BMW X3 | Marc Guasch | Yamaha | Pas de course                                               | Pas de course | Óscar Romero      | Polaris       |
| 2011  | Filipe Campos Jaime Baptista                                                                                                  | BMW X3 | Gerard Farrés | KTM | Pep Vila Rafa Tornabell Peterhan Van Eerd                   | Iveco         | Óscar Romero      | KTM           |
| 2012  | Stéphane Peterhansel Jean-Paul Cottret                                                                                        | Mini All4 X-Raid Team | Joan Barreda | Husqvarna | Joseph Adua Ferran Marco Marc Torres                        | Iveco         | Pas de course     | Pas de course |
| 2013  | Nani Roma Michel Périn | Mini All4 X-Raid Team | Joan Barreda | Honda | Manolo Borrero Iago Caamaño Edesio Caamaño                  | Man           | Mario Gajón       | KTM           |
| 2014  | Nani Roma Michel Périn | Mini All4 X-Raid Team | Gerard Farrés | Gas Gas | Artur Ardavichus Alexey Nikizhev Filip Škrobánek            | Tatra         | Mario Gajón       | KTM           |
| 2015  | Nani Roma Álex Haro Bravo | Mini All4 X-Raid Team | Gerard Farrés | KTM | Martin Kolomý René Kilian David Kilian                      | Tatra         | Mario Gajón       | KTM           |
| 2016  | Nasser Al-Attiyah Mathieu Baumel                                                                                              | Toyota Hilux Toyota Gazoo Racing                                                                                              | Joan Barreda | Honda | Martin Kolomý René Kilian David Kilian                      | Tatra         | Oriol Vidal       | Yamaha        |
| 2017  | Nasser Al-Attiyah Mathieu Baumel                                                                                              | Toyota Hilux Toyota Gazoo Racing                                                                                              | Joan Barreda | Honda | Martin Macik Petr Tomášek Michal Mrkva                      | LIAZ          | Arnaldo Martins   | Suzuki        |
| 2018  | Vladimir Vasilyev Konstantin Zhiltsov                                                                                         | Toyota Hilux Overdrive | Michaël Metge | Sherco | Jaroslav Valtr Radim Kaplánek Miroslav Zbranek              | Tatra         | Dani Vilá         | Yamaha        |
| 2019  | Orlando Terranova Bernardo Graue                                                                                              | Mini JCW Rally | Michaël Metge | Sherco | Martin Macik Petr Tomášek David Švanda                      | Iveco         | Dani Vilá         | Yamaha        |
| 2021  | Nasser Al-Attiyah Mathieu Baumel                                                                                              | Toyota Hilux Overdrive | Joan Barreda | Honda | Martin Macik Petr Tomášek David Švanda                      | Iveco         | Alexandre Giroud  | Yamaha        |
| 2022  | Nasser Al-Attiyah Mathieu Baumel                                                                                              | Toyota Hilux Overdrive | Tosha Schareina | Gas Gas | Jaroslav Valtr Jaroslav Miskolci Radim Kaplánek             | Iveco         | Alexandre Giroud  | Yamaha        |
| 2023  | Nasser Al-Attiyah Mathieu Baumel                                                                                              | Toyota Hilux Overdrive | Tosha Schareina | Honda | Javier Mariezcurrena Facundo Martin Vitoria Angel Iribarren | Iveco         | Juraj Varga       | Yamaha        |
| 2024  | Guillaume de Mévius Mathieu Baumel                                                                                            | Toyota Hilux Overdrive | Tosha Schareina | Honda | Martin Macik Petr Tomášek David Švanda                      | Iveco         | Jérôme Connart    | Yamaha        |

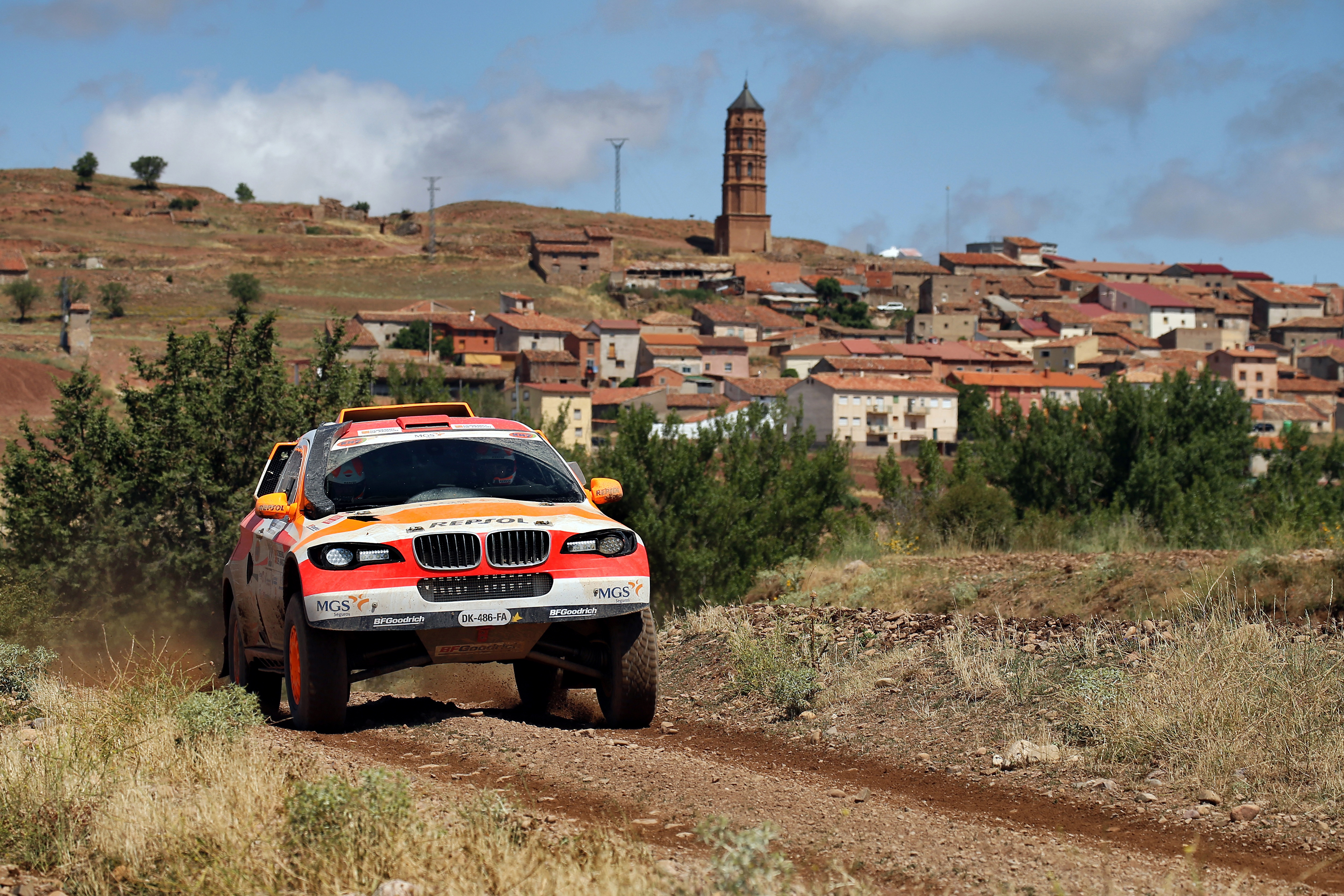
Isidre Esteve à la Baja Aragón 2018.
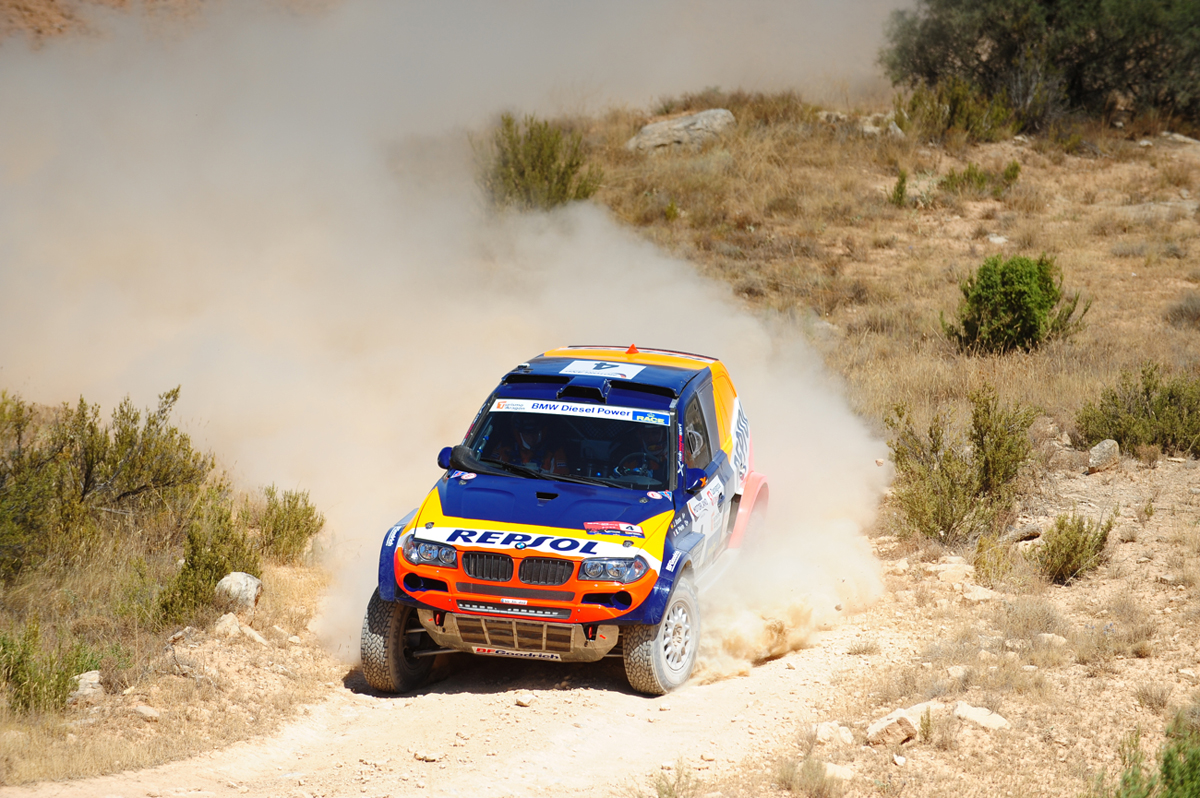
L'Espagnol Nani Roma, ici lors de l'édition 2009 de la Baja España, pilote vainqueur à 8 reprises (5 en motos, et 3 en autos).
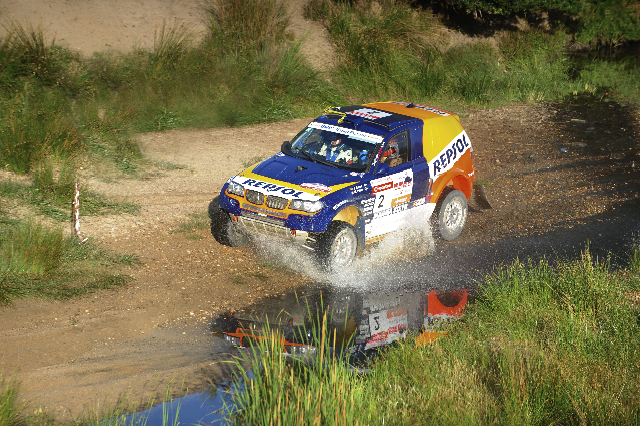
Nani Roma en 2009, avec comme copilote le français Michel Périn, sur BMW X3/Repsol.